# MicroOS
MicroOS (MOS) ist ein FreeDOS-basiertes „Betriebssystem“ für x86-Rechner. Es wird auf einer Diskette gespeichert, von der es auch gebootet wird. Die Installation auf eine Festplatte ist bisher nicht möglich. MOS ist als „Retro-System“ konzipiert und als solches MS-DOS sehr ähnlich. Es laufen auch manche DOS-Programme unter MOS.
Die erste Version wurde am 24. August 2003 veröffentlicht, damals war es eine minimalistische Kopie der COMMAND.COM mit einigen Freeware-Tools. Das ganze musste in ein bestehendes DOS-System eingebaut werden.
Rund einen Monat später, am 25. September 2003 wurde MicroOS 2.0 veröffentlicht: Die Systemtools wurden zum Teil entfernt oder geändert, ein einfacher BASIC-Interpreter (MBasic: Micro Basic) ist hinzugekommen, ein Hexeditor, ein neuer Editor, der Bootsound wurde entfernt, das Bootlogo wurde geändert, eine Autoexec (mosstart.bat) kam hinzu, eine VMDOS.SYS (DOS-Unterstützung auf Basis des FreeDOS-Kernels), ein Kalender, ein Rechner, NTFS-Unterstützung, ein neues Zeichenprogramm und ein CD-Player.
Nach längerer Pause wurde MicroOS dann weiterentwickelt, seitdem gibt es zwei Varianten: Zum einen MOS 2.1, das auf Geschwindigkeit optimiert ist und keine grafische Oberfläche (GUI) enthält, zum anderen MOS X, das den „Workspace Manager“ enthält, ein auf GEM basierendes primitives GUI.
2004 wurde die Weiterentwicklung des Systems vorerst eingestellt, im Oktober desselben Jahres allerdings mit der Ankündigung von MicroOS 3.0 Fusion, Codename „Berlin“ wiederaufgenommen. Da das System aber inzwischen zu groß für zwei Entwickler geworden war, wurde die Entwicklung erneut abgebrochen. Anfang 2005 wurde dann beschlossen, das ganze System von Grund auf neu zu programmieren. Die Entwicklung von MicroOS Jewel, der nächsten MicroOS-Generation wurde dann im März/April 2005 gestartet, eine erste Betaversion ist seit 25. Juni 2005 verfügbar. Dabei handelt es sich erneut um eine Art FreeDOS-Distribution mit von den Entwicklern (die sich von Megadrive in Plexinola Group umbenannt haben) entwickelten zusätzlichen Kommandozeilen-Tools wie z. B. einem Dateimanager. Für zukünftige Releases ist auch wieder eine enthaltene GEM-Version geplant.
Seit 2006 bleibt die Weiterentwicklung stehen und die Plexinola Group verkündet keine Neuigkeiten.